# Sterling City, Texas
Sterling City là một thành phố thuộc quận Sterling, tiểu bang Texas, Hoa Kỳ. Năm 2010, dân số của xã này là 888 người.

## Dân số
- Dân số năm 2000: 1081 người.
- Dân số năm 2010: 888 người.